# سوندالند

منطقه ساندالند به رنگ قرمز در نقشه مشخص شده‌است

سوندالند یا ساندالند (انگلیسی: Sundaland) و نیز منطقه سوندایی (Sundaic region) یک منطقه جغرافیای طبیعی در جنوب شرق آسیا است که شامل فلات قاره سوندا، شبه جزیره مالای، بورنئو، جاوا و سوماترا می‌شود. شرق سوندالند خط والاس است که توسط آلفرد راسل والاس طبیعی دان توصیف شد. جزایر شرق خط والاس، والاسئا نام دارند و بخشی از منطقه جغرافیایی استرالزی هستند.